# Schoonspringen

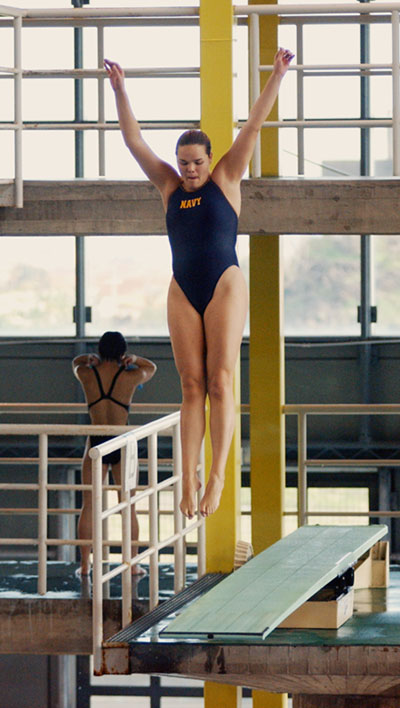
Schoonspringen

Schoonspringen is een sport waarbij zo mooi mogelijk vanaf een plank of platform in het water moet worden gesprongen. Hierbij kunnen (combinaties van) salto's en schroeven worden gemaakt. De beoordeling vindt plaats door vijf of zeven juryleden met cijfers die met een halve punt oplopen van 0 (geheel mislukt) tot en met 10 (zeer goed).
Er wordt gesprongen vanaf 1- en 3-meterplanken en van de 5-, 7½- en 10-metertoren. De gemaakte sprong wordt beoordeeld aan de hand van punten. Van invloed zijn de factoren: techniek, elegantie, souplesse, hoogte, afstand en netheid.
In 1994 werd ook het synchroonspringen geïntroduceerd. Hierbij springen twee spring(st)ers gelijktijdig van een plank of platform en maken dan synchroon dezelfde sprong.
De enige Nederlandse wereldkampioen was Edwin Jongejans die in 1991 de eerste wereldkampioen op de 1-meterplank werd.

## Richtingen bij het schoonspringen
Bij het schoonspringen kan in verschillende richtingen gesprongen worden, namelijk voorwaarts, achterwaarts, binnenwaarts en contra. Bij binnenwaarts sta je achterstevoren op de punt van de plank, en draai je voorover. Bij contra spring je naar voren en draai je achterover. De sprongen worden aangegeven met codes. Hieronder staat een korte uitleg over die codes.
Het eerste getal geeft de richting aan waarin de sprong gesprongen wordt:
- 1=voorwaarts
- 2=achterwaarts
- 3=contra
- 4=binnenwaarts
- 5=schroef
- 6=handstand

Het middelste cijfer geeft aan of er een zweefmoment in zit, waarin ten minste een halve salto gezweefd moet worden. Het laatste cijfer geeft het aantal halve salto's aan. Vanuit handstand kun je voorwaartse, achterwaartse en contrasprongen maken, eventueel gecombineerd met schroeven. Bij schroefsprongen is het tweede cijfer voor de afzetrichting en het laatste cijfer telt voor het aantal halve schroeven. De schroefsprong-codes bestaan dus uit 4 cijfers, alle andere uit 3.
De houdingen van een sprong worden weergegeven met letters:
- A=gestrekt
- B=gehoekt
- C=gehurkt
- D=vrije houding

Een voorbeeld van een code is 102 C:
- het eerste cijfer betekent voorwaartse richting
- het tweede cijfer betekent dat er geen zweefmoment in zit
- het derde cijfer betekent dat er twee halve salto's worden gemaakt
- de letter C betekent dat de sprong gehurkt wordt uitgevoerd.

Het is dus 1 salto voorover gehurkt.
Er is bij elke sprong sprake van moeilijkheidsfactor. Hoe moeilijker de sprong is hoe hoger de moeilijkheidsfactor. Het totaal aantal punten dat de juryleden je geven per sprong wordt vermenigvuldigd met de moeilijkheidsfactor. Bijvoorbeeld als je anderhalve salto voorover gehurkt maakt (103c) is de moeilijkheidsfactor 1.6.

## Trivia
In 2012 en 2014 werd bij SBS6 het programma Sterren Springen uitgezonden. In dit programma gingen Bekende Nederlanders schoonspringen.